# Crathis
Crathis is een geslacht van wantsen uit de familie van de Scutelleridae (Pantserwantsen). Het geslacht werd voor het eerst wetenschappelijk beschreven door Carl Stål in 1861.

## Soorten
Het genus bevat de volgende soorten:

- Crathis ansata (Distant, 1889)
- Crathis longifrons Stål, 1861